# Kega Fusion
Kega Fusion är en Segaspelsemulator som gör att du kan göra Segaspel på din PC. Programmet kallas även också för bara Fusion och fungerar i Win98/ME/2000/XP.

## Programmet emulerar dessa Segakomponenter
- SG1000
- SC3000
- Master System
- Game Gear
- Genesis/Megadrive
- SegaCD/MegaCD
- Sega 32X